# Rock hasta que se ponga el sol
Rock hasta que se ponga el sol es una película argentina dirigida por Aníbal Uset y producida por Aries Cinematográfica Argentina SA. Se estrenó el 8 de febrero de 1973 en el cine Sarmiento, ubicado en la calle Lavalle 852 de la Ciudad de Buenos Aires. El guion fue realizado por el director Uset y el productor Jorge Álvarez. Tuvo el título alternativo de Hasta que se ponga el sol.
Es el primer documental de la etapa fundacional del movimiento de rock argentino. La mayor parte de sus contenidos se registró en las actuaciones de los principales grupos de ese género musical en la tercera edición del Festival BA Rock de 1972, realizado en el club Argentinos Juniors de Buenos Aires, siendo completada con filmaciones en el Teatro Olimpia y en los estudios cinematográficos Argentina Sono Film y Phonalex.
En el filme se muestran actuaciones en vivo a color de Vox Dei, Pappo, Sui Generis, León Gieco, Claudio Gabis, Billy Bond y Pescado Rabioso, entre otros artistas, así como secuencias argumentales interpretadas por miembros de algunas de las agrupaciones que participaron en el festival.
En la sección "Espectáculos" de varios diarios se podía leer:

El mejor programa para la juventud. Con los mejores conjuntos del momento. En color y apta para todo público.

## Sinopsis
Rock hasta que se ponga el sol se grabó en gran parte en la tercera edición del Festival BA Rock de noviembre de 1972, organizado y presentado por el director de la Revista Pelo, Daniel Ripoll, en el Club Argentinos Juniors, también aparecen algunas secuencias hechas en el Teatro Olimpia. Además, escenas adicionales se grabaron en los estudios Baires, Argentina Sono Film y algunas regrabaciones se efectuaron en Phonalex.
Entre las actuaciones en vivo hay escenas grabadas en estudio o exteriores protagonizadas por miembros de las bandas, por ejemplo los integrantes de Billy Bond y La Pesada del Rock and Roll parodiando a la burguesía, o cuando David Lebón es tiroteado ficticiamente mientras andaba caminando por la calle con los otros miembros de Pescado Rabioso. En la segunda mitad de la película Aníbal Uset hace entrevistas al público, en donde se citan a grupos fundacionales como Almendra, Manal, Los Gatos y Vox Dei en la Iglesia Metodista de Buenos Aires, como también a solistas como Tanguito, Miguel Abuelo y Moris, para cada grupo o solista aparece un pequeño montaje que muestra fotos y canciones. A continuación aparece Pappo's Blues tocando en el Teatro Olimpia.
El dúo Sui Generis hizo su primera aparición pública en aquella edición del Festival BA Rock (el mismo día había tocado Billy Bond), antes de sacar a la venta su primer álbum. No obstante, una pequeña parte de lo que se ve en la película fue rodado en los estudios Sono Film, ya que algunas escenas del material que se grabó de Sui Generis en el Festival se había estropeado. Esto también sucedió en las escenas en donde se filmó a Vox Dei, se puede apreciar que Ricardo Soulé aparece con guitarras distintas. Sui Generis tocaron para este documental "Canción para mi muerte" que sería su primer sencillo.

## Lista de canciones
| N.º | Título                                                              | Escritor(es)                                  | Intérprete (s)                              | Duración |  |
| 1.  | «Larga vida al sol»                                                 | Edelmiro Molinari.                            | Color Humano.                               | 06:46    |  |
| 2.  | «Coto de caza (Cosas rústicas)» (Versión editada del tema)          | Edelmiro Molinari.                            | Color Humano.                               | 05:55    |  |
| 3.  | «Hombres de hierro»                                                 | León Gieco.                                   | León Gieco.                                 | 04:25    |  |
| 4.  | «Presente (El momento en que estás)»                                | Ricardo Soulé/Juan Carlos Godoy               | Vox Dei.                                    | 03:30    |  |
| 5.  | «Las guerras.» (Versión editada del tema)                           | Juan Carlos Godoy/Ricardo Soulé/Willy Quiroga | Vox Dei.                                    | 05:11    |  |
| 6.  | «Jeremías Pies de Plomo»                                            | Ricardo Soulé/Willy Quiroga.                  | Vox Dei.                                    | 04:34    |  |
| 7.  | «Campesina del Sol»                                                 | Edelmiro Molinari.                            | Gabriela (con Color Humano y Litto Nebbia). | 03:00    |  |
| 8.  | «Tontos» (Versión editada del tema)                                 | Billy Bond.                                   | Billy Bond y La Pesada del Rock and Roll*.  | 03:27    |  |
| 9.  | «Raga» (Versión editada del tema)                                   | Claudio Gabis.                                | Claudio Gabis (con Isa Portugueis.          | 05:32    |  |
| 10. | «Nirmankaya»                                                        | Adrián Bar.                                   | Orion's Beethoven.                          | 04:40    |  |
| 11. | «Canción para mi muerte»                                            | Charly García.                                | Sui Géneris.                                | 04:05    |  |
| 12. | «Si no son más de las tres (El bohemio)» (Versión editada del tema) | Litto Nebbia.                                 | Litto Nebbia (con Domingo Cura).            | 03:29    |  |
| 13. | «Vamos, negro; fuerza, negro» (Versión editada del tema)            | Litto Nebbia.                                 | Litto Nebbia (con Domingo Cura).            | 04:52    |  |
| 14. | «Las vías del ferrocarril» (Versión editada del tema)               | Pappo.                                        | Pappo's Blues.                              | 02:04    |  |
| 15. | «Tren de las 16» (Versión editada del tema)                         | Pappo.                                        | Pappo's Blues.                              | 03:32    |  |
| 16. | «Despiértate, nena»                                                 | Luis Alberto Spinetta.                        | Pescado Rabioso.                            | 03:35    |  |
| 17. | «Post Crucifixión»                                                  | Luis Alberto Spinetta; Carlos Cutaia.         | Pescado Rabioso.                            | 03:39    |  |
| 18. | «Hombre» (Instrumental)                                             | Gustavo Santaolalla.                          | Arco Iris.                                  | 04:27    |  |

- En aquella formación de Billy Bond y La Pesada del Rock and Roll se incluye a Billy Bond, Claudio Gabis, Alejandro Medina y Jorge Pinchevsky.

## Banda sonora
Algunas canciones que se escuchan en la película se editaron en 1973 como banda sonora.
Lado 1
1. Color Humano "Larga Vida Al Sol" (7:50)
2. Color Humano "Coto De Caza" (5:55)
3. Gabriela "Campesina Del Sol" (2:35)

Lado 2
1. Claudio Gabis "Raga" (6:32)
2. Sui Generis "Canción para mi muerte" (4:05)
3. Pescado Rabioso "Despiértate Nena" (3:55)
4. Pescado Rabioso "Post Crucifixión" (4:24)